# 舒國治
舒國治（1952年9月18日—），台灣作家。籍貫浙江奉化，出生於臺北市。先習電影，後注心思於文學。曾任廣告企劃、撰文，參與電影演出等。畢業於世界新聞專科學校（今世新大學）電影製作科。早年從事電影工作，並曾擔任紀錄片⟪古厝 （页面存档备份，存于）⟫編劇❨余秉中導演，張照堂攝影❩，曾在《月光少年》、《牯嶺街少年殺人事件》、《一一》、《最好的時光》等電影中客串過角色。之後轉而投入寫作，作品以散文、遊記、短篇小說為主。七、八〇年代即以小說⟪村人落難記⟫獲時報文學獎優等獎，一九九七年以<香港獨遊>獲首屆華航文學獎首獎，一九九八年以<遙遠的公路>獲第一屆長榮旅行文學獎首獎。
寫作領域涵蓋甚廣，如電影、旅行、飲食、音樂……等，文字通透疏朗，意趣悠閒，並擅長透過空間影像儲存情感。
遊記中擅寫庶民風土、讀書遊藝、吃飯睡覺、道途勝覽、更及電影與武俠自成一格，文白相間，人稱「舒式風格」。更於二〇〇〇年以⟪理想的下午⟫一書，另闢旅行書寫文人風格，一時蔚為風潮。 甚至被稱作為「城市的晃遊者」、「台灣小吃教主」（或教父）。
出版有⟪流浪集：也及走路、喝茶與睡覺⟫、⟪京都的門外漢⟫、⟪理想的下午⟫、⟪窮中談吃⟫、⟪台北小吃札記⟫、⟪台北遊藝⟫、⟪雜寫⟫、⟪遙遠的公路⟫、⟪臺灣重遊⟫、⟪水城臺北⟫、⟪讀金庸偶得⟫等書。

## 著作
- 1982年《讀金庸偶得》
- 1997年《台灣重遊》
- 2000年《理想的下午：關於旅行也關於晃蕩》
- 2006年《流浪集：也及走路、喝茶與睡覺》
- 2006年《門外漢的京都》
- 2007年《台北小吃札記》
- 2008年《窮中談吃》
- 2010年《水城台北》
- 2014年《台灣小吃行腳》
- 2015年《宜蘭一瞥》
- 2015年《台北游藝》
- 2016年《雜寫》
- 2020年《遙遠的公路》
- 2021年《理想的下午：關於旅行也關於晃蕩》（二十周年紀念新版）
- 2022年《舒國治精選集》
- 2022年《門外漢的京都》（十六周年新版）
- 2023年《我與寫字》
- 2023年《憶楊德昌》
- 2024年《門外漢的東京》
- 2024年《我與吃飯》
- 2025年《閒中觀影》